# Selamat Datang Monument
Selamat Datang Monument (Nederlands: welkomstmonument) is een monument en fontein in de Indonesische hoofdstad Jakarta. Het monument is gebouwd voor de Aziatische Spelen 1962.